# Лесебу (община)
Община Лесебу (на шведски: Lessebo kommun) е административна единица, разположена на територията на лен Крунубери, южна Швеция. Притежава обща площ 459 km2 и население 8059 души (към 31 декември 2013). На север община Лесебу граничи с община Упвидинге, на запад с община Векшьо, на юг с община Тингсрюд, а на изток с община Емабуда от лен Калмар. Административен център на община Лесебу е едноименния град Лесебу, но най-населен е град Ховманторп.

## Население
Населението на община Лесебу през последните няколко десетилетия е относително постоянно. Гъстотата на населението е 19,43 д/km2.
| Население на община Лесебу в годините между 1970 и 2010 | Население на община Лесебу в годините между 1970 и 2010 | Население на община Лесебу в годините между 1970 и 2010 | Население на община Лесебу в годините между 1970 и 2010 | Население на община Лесебу в годините между 1970 и 2010 |
| ------------------------------------------------------- | ------------------------------------------------------- | ------------------------------------------------------- | ------------------------------------------------------- | ------------------------------------------------------- |
| Година                                                  |                                                         |                                                         | Население                                               |                                                         |
| 1970                                                    | 1970                                                    |                                                         | 8449                                                    | 8449                                                    |
| 1975                                                    | 1975                                                    |                                                         | 8908                                                    | 8908                                                    |
| 1980                                                    | 1980                                                    |                                                         | 9006                                                    | 9006                                                    |
| 1985                                                    | 1985                                                    |                                                         | 8840                                                    | 8840                                                    |
| 1990                                                    | 1990                                                    |                                                         | 8933                                                    | 8933                                                    |
| 1995                                                    | 1995                                                    |                                                         | 8959                                                    | 8959                                                    |
| 2000                                                    | 2000                                                    |                                                         | 8365                                                    | 8365                                                    |
| 2005                                                    | 2005                                                    |                                                         | 8127                                                    | 8127                                                    |
| 2010                                                    | 2010                                                    |                                                         | 8139                                                    | 8139                                                    |
| Източник: SCB - Преброяване по регион и време           |                                                         |                                                         |                                                         |                                                         |

## Селищни центрове в общината
Селищните центрове (на шведски: tätort) в община Лесебу са 4 и към 31 декември 2010 година имат съответно население:
| # | Селищен център          | Население към 31 декември 2010 |
| - | ----------------------- | ------------------------------ |
| 1 | Ховманторп (Hovmantorp) | 2991                           |
| 2 | Лесебу (Lessebo)        | 2737                           |
| 3 | Коста (Kosta)           | 884                            |
| 4 | Скрув (Skruv)           | 490                            |

Административният център на община Лесебу е удебелен.